# NGC 312
NGC 312 è una galassia ellittica situata nella costellazione della Fenice.
Fu scoperta il 5 settembre 1836 da John Herschel.